# Meeresforschung (Zeitschrift)
Meeresforschung: Reports on marine research war eine wissenschaftliche Zeitschrift, welche unter diesem Namen von 1976/1977 (Nr. 25) bis 1990/1991 (Nr. 33) von der Deutsche Wissenschaftliche Kommission für Meeresforschung mit Sitz in Hamburg und Berlin herausgegeben und vom Paul Parey Verlag in Hamburg veröffentlicht wurde. 1991 wurde die Publikation der Zeitschrift eingestellt.
Ihre Bezugsnummern waren: ISSN 0341-6836, OCLC: 4048873.
Die ersten 24 Ausgaben, von der Ausgabe Nr. 1 (1919/23(1925)) bis zur Ausgabe Nr. 24 (1975/1976), erschienen unter dem Namen Berichte der Deutschen Wissenschaftlichen Kommission für Meeresforschung, und zwar bis 1964/1965 in Stuttgart.
Seit 1994/1995 (Nr. 42) führte die von der Deutschen Kommission für Meeresforschung der Bundesforschungsanstalt für Fischerei (Stuttgart + Jena + New York) und/oder dem Bundesforschungszentrum für Fischerei (Hamburg) herausgegebene Zeitschrift Archive of fishery and marine research (printed: ISSN 0944-1921) die Tradition der Zeitschrift wie auch zweier anderer fort. Dieses Periodikum wiederum ist im Jahre 2005 in der von Verlag Blackwell herausgegebenen Zeitschrift Journal of Applied Ichthyology aufgegangen.